# بطولة كاريوكا 1972
بطولة كاريوكا 1972 هو موسم من بطولة كاريوكا. فاز فيه نادي فلامنغو.